# Component (scheikunde)
Een component is in de scheikunde een eenheid van moleculen, die onderdeel vormen van een thermodynamisch systeem. Een systeem wordt zodanig in componenten verdeeld, dat het aantal componenten zo klein mogelijk is maar de scheikundige samenstelling van het systeem wel compleet beschreven wordt. Een systeem kan een oplossing zijn die bestaat uit meerdere componenten, maar ook bestaan uit verschillende fasen (vloeibaar, vast of gasvormig) die allen uit één of meerdere componenten kunnen bestaan. In dat geval kan een bepaalde component in meerdere fasen voorkomen.

## Aantal componenten in een systeem
Het aantal componenten in een systeem is gelijk aan het aantal chemische stoffen min het aantal reacties tussen die stoffen, min het aantal beperkingen. Een voorbeeld van een beperking is bijvoorbeeld een verschil in oxidatietoestand tussen de stoffen aan beide zijden van de reactie. In het aantal reacties worden alleen reacties meegeteld die werkelijk plaatsvinden, dus niet mogelijke reacties die onder andere omstandigheden (druk, temperatuur) plaatsvinden.
In een systeem dat vloeibaar water (H2O) bevat, bevinden zich ook de geladen deeltjes (ionen) hydronium (H3O+) en hydroxide (OH−). De drie soorten deeltjes zijn in evenwicht, wat beschreven wordt met de volgende reactie:
{\displaystyle \mathrm {2\ H_{2}O\ \rightleftharpoons \ H_{3}O^{+}\ +\ OH^{-}\!} }
Er zijn drie chemische stoffen aanwezig in dit systeem; er is sprake van één reactie en er is één beperking (een ladingsverschil). Daarom is in dit systeem slechts sprake van één component (3 - 1 - 1 = 1).

## Eigenschappen van componenten

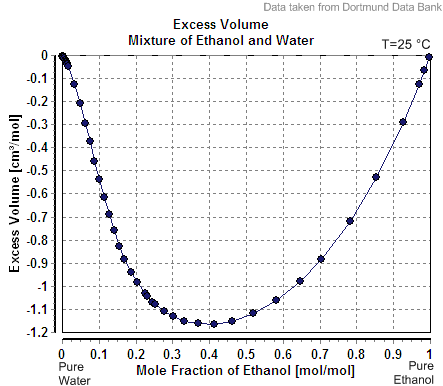
Grafiek die het volume van een oplossing bestaande uit de componenten water (H_{2}O) en ethanol (C_{2}H_{5}OH) laat zien bij verschillende molfracties. Het totale volume neemt af wanneer water en ethanol gemengd worden.

De hoeveelheid stof in een systeem kan naast in chemische stoffen of fasen, ook in componenten uitgedrukt worden. De hoeveelheid van een bepaalde component (de concentratie) wordt in dit geval uitgedrukt in de molfractie X. De molfractie van component A in een systeem met componenten A, B en C is de hoeveelheid van A, gedeeld door de hoeveelheid van alle componenten samen:
{\displaystyle X_{A}={\frac {n_{A}}{\sum _{n}}}={\frac {n_{A}}{n_{A}+n_{B}+n_{C}}}}
Daarin is nA de relatieve hoeveelheid van component A, nB de relatieve hoeveelheid van component B, en nC de relatieve hoeveelheid van component C.
De eigenschappen van een component worden de partiële molaire eigenschappen genoemd. Deze eigenschappen kunnen verschillen van de eigenschappen van de pure component onder standaardomstandigheden.
Als verschillende componenten een oplossing vormen, zal elke component aan het volume van de oplossing bijdragen. De interactie van deeltjes op atomaire schaal zorgt er echter voor, dat het volume van het geheel vrijwel altijd kleiner is dan het totale volume van de componenten. Met andere woorden: bij het mengen van de componenten slinkt het volume. Het partieel molair volume is het relatieve aandeel van elke component aan het totale volume. Dit is vrijwel altijd kleiner dan het volume van de component in pure staat onder standaardomstandigheden. De partiële molaire volumes van alle componenten samen zijn gelijk aan het totale volume:
{\displaystyle V_{\rm {oplossing}}=\sum _{i}v_{i}=v_{A}+v_{B}+v_{C}+\cdots }
Daarin is Voplossing het totale volume van de oplossing, i de index van de componenten, en vi het partieel molair volume van component i.
Op dezelfde manier zal ook de Gibbs vrije energie in een systeem niet zomaar een optelsom zijn van de Gibbs vrije energie van de componenten in pure staat, maar afhangen van de molfracties. Bepaalde verhoudingen van de componenten zijn gunstig (ze hebben een relatief lage Gibbs' vrije energie), andere minder. Het aandeel van elke component aan de Gibbs vrije energie wordt de chemische potentiaal van de component genoemd. De chemische potentiaal geeft de invloed van een infinitesimaal kleine verandering van de molfractie van de component op de Gibbs vrije energie in het systeem aan (als de andere intensieve variabelen zoals temperatuur en druk gelijk blijven):
{\displaystyle \mu _{i}=\left({\frac {\partial G}{\partial X_{i}}}\right)_{T,P,\chi _{j},j\neq i}}
Waarin μi staat voor de chemische potentiaal van component i, G voor de Gibbs vrije energie en χi voor de molfractie van component i. De termen achter de haken geven aan welke intensieve variabelen gelijk dienen te blijven: temperatuur (T), druk (P) en de molfractie van andere componenten (χj, j {\displaystyle \neq } i). De chemische potentialen van componenten zijn belangrijke eigenschappen in de thermodynamica, omdat ze samen met veranderingen in temperatuur en druk bepalen hoe de Gibbs' vrije energie in een systeem verandert, en dus in welke richting een proces spontaan zal verlopen:
{\displaystyle dG=VdP-SdT+\sum _{i}\mu _{i}d\chi _{i}},
waarin G de Gibbs vrije energie is, V het volume van het systeem, dP de verandering in druk, S de entropie, dT de verandering in temperatuur, μi de chemische potentiaal van component i en dχi de verandering in de molfractie van component i. Dit wordt de fundamentele vergelijking van de thermodynamica genoemd.

## Invloed van het aantal componenten
Algemeen geldt dat uit hoe meer componenten een systeem bestaat, hoe groter het aantal vrijheidsgraden f van het systeem is.
Het aantal vrijheidsgraden hangt ook af van het aantal fasen p in het systeem. Het verband tussen het aantal componenten c, het aantal fasen en het aantal vrijheidsgraden wordt beschreven met de fasenregel:
{\displaystyle f=2+c-p}
Deze regel geldt slechts als een systeem in evenwicht is en ervan wordt uitgegaan dat dit evenwicht alleen afhankelijk is van intensieve variabelen als temperatuur, druk en de concentraties van componenten in de verschillende fasen.